# Сборная Германии по теннису в Кубке Билли Джин Кинг
Сборная Германии по теннису в Кубке Федерации — официальный представитель Германии в Кубке Федерации. Руководящий состав сборной определяется Немецкой Федерацией Тенниса.
Капитаном команды является Йенс Герлах (занимает этот пост с 2018 года).
В настоящее время команда участвует в турнире первой Мировой группы.
Национальные цвета — белый верх и чёрный низ.

## История выступлений
Сборная Германии в Кубке Федерации — преемник сборных ГДР и ФРГ.
Сборная дебютировала в турнире в 1963 году. Из этих 51 года 44 команда находится в Мировой группе (последнее возвращение — в 2013 году, последний вылет — в 2012 году). За это время сыграно 142 матчевые встреч (91 победа).

## Рекордсмены команды
| Максимальное общее число побед               | 38-18 | Хельга Мастхофф                                                                                      |
| Максимальное число побед в одиночных матчах  | 24-9  | Анке Хубер                                                                                           |
| Максимальное число побед в парных матчах     | 15-8  | Хельга Мастхофф                                                                                      |
| Лучшая пара                                  | 5-1   | Штеффи Граф / Клаудиа Коде-Кильш Хельга Мастхофф / Хайди Шилдкнехт Катя Эббингхауз / Хельга Мастхофф |
| Наибольшее число участий в матчевых встречах | 33    | Хельга Мастхофф                                                                                      |
| Наибольшее число лет в турнире               | 11    | Барбара Риттнер Анке Хубер Хельга Мастхофф Анна-Лена Грёнефельд                                      |

## Последние 3 матча сборной
| Год  | Стадия     | Место (покрытие)            | Соперник  | Участвовавшие игроки                                       | Счёт |
| ---- | ---------- | --------------------------- | --------- | ---------------------------------------------------------- | ---- |
| 2015 | 1/2 финала | Сочи, Россия, грунт(i)      | Россия    | Юлия Гёргес Сабина Лисицки Андреа Петкович Анжелика Кербер | 2-3  |
| 2015 | 1/4 финала | Штутгарт, Германия, хард(i) | Австралия | Анжелика Кербер Андреа Петкович Юлия Гёргес Сабина Лисицки | 4-1  |
| 2014 | Финал      | Штутгарт, Германия, хард(i) | Чехия     | Андреа Петкович Анжелика Кербер Сабина Лисицки Юлия Гёргес | 1-3  |

## Финалы (7)
| №  | Год  | Место (покрытие)           | Состав в финале                        | Соперник в финале | Счёт |
| 1. | 1987 | Ванкувер, Канада           | Клаудиа Коде-Кильш Штеффи Граф         | США               | 2-1  |
| 2. | 1992 | Франкфурт, Германия, грунт | Анке Хубер Штеффи Граф Барбара Риттнер | Испания           | 2-1  |

| №  | Год  | Место (покрытие)        | Состав в финале                                            | Соперник в финале | Счёт |
| 1. | 1966 | Турин, Италия, грунт    | Хельга Хосль Эдда Будинг                                   | США               | 0-3  |
| 2. | 1970 | Фрайбург, ФРГ, грунт    | Хельга Хосль Хельга Ниссен                                 | Австралия         | 0-3  |
| 3. | 1982 | Санта-Клара, США, хард  | Клаудиа Коде-Кильш Беттина Бунге                           | США               | 0-3  |
| 4. | 1983 | Цюрих, Швейцария, грунт | Клаудиа Коде-Кильш Беттина Бунге Эва Пфафф                 | Чехословакия      | 1-2  |
| 4. | 2014 | Прага, Чехия, хард(i)   | Андреа Петкович Анжелика Кербер Юлия Гёргес Сабина Лисицки | Чехия             | 1-3  |